# Serowe
Serowe es una ciudad situada en el Distrito Central, Botsuana. Se encuentra a orillas del río Lotsane. Tiene una población de 50.820 habitantes, según el censo de 2011.

Es un importante centro comercial. Es el pueblo más grande de Botsuana. Serowe tiene una rica historia en Botsuana; Es conocido por ser la capital del pueblo Bamangwato en la primera parte del siglo XX y por ser el lugar de nacimiento de muchos de los presidentes de Botsuana. En los últimos la ciudad ha tenido un gran desarrollo.

## Historia
Serowe tiene un monumento a Khama III, jefe del pueblo  Bamangwato a finales del siglo XIX y principios del siglo XX. En 1903 fundó la nueva capital de los Bamangwato, Serowe. También es el lugar de nacimiento de Seretse Khama, el primer Presidente de Botsuana.